# Gwynne Vevers
Henry Gwynne Vevers (* 13. November 1916 in Girvan, Ayrshire; † 24. Juli 1988 in Bampton, Oxfordshire), allgemein Gwynne Vevers oder seltener H. Gwynne Vevers geschrieben, war ein britischer Meeresbiologe, Nachrichtendienstoffizier und Sachbuchautor.

## Leben
Vevers war der älteste Sohn von Geoffrey Marr Vevers und dessen Frau Catherine Rigby, geborene Andrew. Seine zoologischen Interessen wurden durch seinen Vater geprägt, der Helminthologe an der London School of Tropical Medicine und ab 1919 ehrenamtlicher Parasitologe im Londoner Zoo war. Als Superintendent des Zoos war er auch für den Erwerb des Geländes verantwortlich, wo 1931 der Whipsnade Park Zoo eröffnet wurde.
Gwynne Vevers war Absolvent der St Paul’s School, wo er für seine Sammlungen von Schmetterlingen, Moosen und fossilen Armfüßern ausgezeichnet wurde. Er erhielt ein Stipendium der Kitchener Scholars’ Association für das Magdalen College in Oxford, wo John Zachary Young und Solly Zuckerman seine Dozenten waren. Während seiner Studienzeit im Jahr 1936 arbeitete er mit seinem Kommilitonen James Fisher, der später ein bekannter Ornithologe wurde, an einer Abhandlung, in der er eine Methode zur Schätzung der Basstölpelbestände auf der schottischen Insel Ailsa Craig vorstellte. Mit dem Oxford University Exploration Club reiste er 1936 nach Grönland und 1937 auf die Färöer-Inseln, um dort Mäuse- und Basstölpelzählungen durchzuführen. Von den Färöern und Island aus unterrichtete er von 1937 bis 1937 die Marineaufklärungsabteilung der Admiralität über die deutschen Schiffe, die Tiefseekanäle kartierten. So begann seine Karriere als verdeckter Nachrichtenbeschaffer, wobei sich seine Arbeit als Zoologe als nützliche Tarnung erwies.
Ab 1940 leistete Vevers für die Royal Air Force Aufklärungsarbeit im Krieg. Er nutzte die Luftaufklärungsbilder der Eisschollen, um die Tiefseekanäle zu bestimmen. Als das deutsche Schlachtschiff Bismarck am 22. Mai 1941 die Hood vor Island versenkte, konnte Vevers ihre Position anhand seiner Karten bestimmen. Die Bismarck wurde vor Brest abgefangen und versenkt. Für seine Arbeit wurde Vevers zum militärischen Mitglied des Order of the British Empire ernannt. 1943 wechselte er zum Luftfahrtministerium, wo er zusammen mit einem anderen Zoologen, Oberstleutnant Frederick S. Russell, Ultra-Chiffrecodes auswertete, nachdem die Briten die Verschlüsselungen des deutschen Chiffriergeräts Enigma geknackt hatten.
Nach dem Krieg wurde Russell Direktor des Marine Biological Laboratory in Plymouth und holte Vevers als Verwalter zu sich. Hier studierte er von 1945 bis 1955 Seesterne und publizierte mit Gilbert Kennedy über deren Pigmente. 1949 wurde er an der University of Oxford mit einer Dissertation über die Wirkung des weiblichen Sexualhormons Östrogen zum Ph.D. promoviert. Dabei zeigte er auf, dass das Gefieder des Amherstfasans ein sekundäres Geschlechtsmerkmal ist, das hormonell beeinflusst wird. In Plymouth entwickelte Vevers eine Unterwasserkamera, die sowohl bei der Aufzeichnung von Meereslebewesen rund um den Eddystone-Leuchtturm als auch bei der Suche nach verschollenen U-Booten durch die United States Navy eingesetzt wurde. Im Jahr 1954 erschien sein erstes Buch The British Seashore. 1955 wurde er zum stellvertretenden wissenschaftlichen Leiter des Aquariums im Londoner Zoo ernannt, wo er mit Norman Millot Studien über die pigmentierten Augenflecke von Stachelhäutern durchführte. 1960 veröffentlichte er in Zusammenarbeit mit Harold Munro Fox das Buch The Nature of Animal Colours über hormonelle und histochemische Steuerung der Färbung.
Vevers war Redakteur der Fachzeitschriften Journal of Zoology und Zoological Record. Als Kurator des Aquariums war er für mehrere Neuerwerbungen von Tierarten verantwortlich, darunter für die Diademseeigel. Er war zoologischer Sekretär und Vizepräsident der Linnean Society of London, Mitglied im Biological Council, bei der Marine Biological Association und der Freshwater Biological Association sowie Treuhänder des Savile Club.
Vevers war über 30 Jahre lang Mitglied des wissenschaftlichen Auswahlkomitees des BFI National Archive und trat in der Fernsehsendung Zoo Time von Desmond Morris auf. Vevers heiratete vier Mal (1942, 1950, 1969, 1974). Mit seiner zweiten Frau hatte er einen Sohn.
Vevers war ein produktiver Autor. Er veröffentlichte nahezu hundert Bücher und Übersetzungen (aus acht europäischen Sprachen), darunter von Eugen Schuhmacher, Hans Hvass, Jørgen Bitsch, Zdeněk Vogel, Gerhard Gronefeld, Eigil Kiær, Walter Scheithauer, Günther Sterba, Heini Hediger und Preben Dahlström. Viele seiner Bücher richteten sich an Kinder und Jugendliche. Er schrieb über Vögel, Eier, Spuren, Fische, Tiere der Arktis und Russlands, den menschlichen Körper, den Londoner Zoo und Aquarien. 1981 zog er sich aus dem Zoo in sein Haus in Bampton, Oxfordshire, zurück.

## Schriften (Auswahl)
- The British Seashore, 1954
- The experimental analysis of feather pattern in the Amherst pheasant, Chrysolophus amherstiae (Leadbeater), 1954
- The Animal World of the Sea (Splendour in Nature), 1955
- Tropical Aquarium Fishes in Colour, 1957
- mit Harold Munro: Fox The Nature of Animal Colors, 1960
- Fishes in Colour: Marine and Freshwater, 1963
- Land of a Thousand Atolls: A Study of Marine Life in The Maldive and Nicobar Islands, 1965
- Ants and White Ants, 1966
- Underwater World, 1971
- mit Leif Lyneborg. Mammals in Color, 1971
- mit Colin Threadgall Birds and their Nests, 1971
- Atlas of World Wildlife, 1973
- mit Günther Sterba: Dr. Sterba’s Aquarium Handbook, 1973
- Aquarium Plants, 1973
- mit Barrie Driscoll: Live in the Sea, 1974
- The Complete Home Aquarium, 1975
- London’s Zoo: An Anthology to Celebrate 150 Years of the Zoological Society of London, 1976
- Fishes, 1976